# Epalpus nitidus
Epalpus nitidus är en tvåvingeart som först beskrevs av Macquart 1851.  Epalpus nitidus ingår i släktet Epalpus och familjen parasitflugor. Inga underarter finns listade i Catalogue of Life.